# Joaquim José Pinto
Joaquim José Pinto (? - 25 de dezembro de 1884) foi um Chefe de Divisão brasileiro, participou da batalha do Riachuelo.
Nasceu na Vila de São João da Barra, atual estado do Rio de Janeiro, em outubro de 1826. Filho de Francisco José Pinto e Maria Máxima das Neves, assentou Praça de Aspirante a Guarda-Marinha em 17 de fevereiro de 1842, matriculando-se na Academia de Marinha no dia 21 desse mesmo mês. Promovido a Guarda-Marinha, em 22 de novembro de 1844.

## Batalha Naval do Riachuelo
No posto de Capitão-Tenente, tomou parte na Campanha da Guerra da Tríplice Aliança (1864 - 1870), em especial nos combates em Corrientes e na Batalha Naval do Riachuelo, quando comandava a Corveta Jequitinhonha. Nesse último embate, em consequência de manobra determinada pelo Chefe de Divisão José Segundino de Gomensoro, a Jequetinhonha encalhou em banco de areia do Arroio Riachuelo, sendo duramente castigada pelo fogo inimigo proveniente das barrancas próximas. Entretanto, ainda assim, pôde abrir fogo contra o vapor inimigo Paraguari – causando-lhe severas avarias que o puseram fora de combate, quase indo a pique – e ainda repeliu a abordagem dos Vapores paraguaios Taquari, Salto e Marquês de Olinda. Após a batalha, apesar de todos os esforços feitos para desencalhar o navio, não foi possível consegui-lo e, nessas condições, determinou o Almirante Barroso que a embarcação fosse abandonada e incendiada, no dia 13 de junho.
Faleceu em 25 de dezembro de 1884 na cidade do Rio de Janeiro

## Carreira[4]
- Praça de Aspirante a Guarda-Marinha: 17 de fevereiro de 1842

- Guarda - Marinha: 22 de novembro de 1844
- Segundo -Tenente: 2 de dezembro de 1846
- Primeiro - Tenente: 2 de dezembro de 1854
- Capitão - Tenente: 10 de novembro de 1864
- Capitão de Fragata: 29 de dezembro de 1867
- Capitão de Mar e Guerra: 30 de dezembro de 1878
- Chefe de Divisão: 23 de dezembro de 1884